# Meron Russom
Pour les articles homonymes, voir Russom et Meron (homonymie).
Meron Russom, né le 12 mars 1987 à Asmara, est un coureur cycliste érythréen.

## Biographie
En 2013, Meron Russom est sélectionné avec Daniel Teklehaimanot pour représenter leur pays au championnat du monde du contre-la-montre, il termine la course à la 69e place.

## Palmarès
- 2008
  - 3e du championnat d'Érythrée sur route
  - 4e du championnat d'Afrique sur route
- 2010
  -  Champion d'Afrique du contre-la-montre par équipes (avec Ferekalsi Debessay, Daniel Teklehaimanot et Tesfai Teklit)
  -  Vice-champion d'Afrique sur route
  - 2e du Tour de Libye
- 2011
  - Tour d'Érythrée :
    - Classement général
    - 2e étape

  - 6e du championnat d'Afrique sur route
- 2012
  - 2e de la Tropicale Amissa Bongo
  - 2e du championnat d'Érythrée du contre-la-montre
- 2013
  -  Champion d'Afrique du contre-la-montre par équipes (avec Natnael Berhane, Daniel Teklehaimanot et Meron Teshome)
  - 2e du championnat d'Érythrée du contre-la-montre
  - 8e du championnat d'Afrique sur route

## Classements mondiaux
| Année           | 2014 |
| --------------- | ---- |
| UCI Africa Tour | 90e  |

## Résultats sur les championnats

### Championnats du monde professionnels
| Course en ligne 1 participation. - 2013 : Abandon Contre-la-montre 1 participation. - 2013 : 69e au classement final. |

### Championnats d'Afrique de cyclisme sur route

#### Route
| Course en ligne 3 participations. - Championnats d'Afrique de cyclisme sur route 2010 : Vice-champion d'Afrique sur route - Championnats d'Afrique de cyclisme sur route 2011 : 6e au classement final - Championnats d'Afrique de cyclisme sur route 2013 : 8e au classement final | Contre-la-montre par équipes 2 participations. - Championnats d'Afrique de cyclisme sur route 2010 : Vainqueur de l'épreuve. - Championnats d'Afrique de cyclisme sur route 2013 : Vainqueur de l'épreuve. |